# Porto Alegre do Norte
Porto Alegre do Norte là một đô thị thuộc bang Mato Grosso, Brasil. Đô thị này có diện tích 3977,416 km², dân số năm 2007 là 9639 người, mật độ 2,42 người/km².